# Cucal blanc-i-negre
El cucal blanc-i-negre (Centropus ateralbus) és una espècie d'ocell de la família dels cucúlids (Cuculidae) que habita boscos a l'Arxipèlag Bismarck.